# Kylie Ireland
Pour les articles homonymes, voir Ireland.
Kerri Lynn Evans, plus connue sous le pseudonyme de Kylie Ireland, née le 26 mai 1970 près de Longmont, est une actrice et réalisatrice de films pornographiques américaine.

## Biographie
Kylie est fille unique. Ses parents divorcèrent quand elle était adolescente. Elle resta vivre quelques années avec son père dans le Colorado, puis elle partit à San Diego vivre avec sa mère.
À côté de ses études dans le journalisme, Kylie commença à danser dans des clubs de striptease pour se faire un peu d'argent.
Elle a déclaré avoir choisi le pseudonyme de Kylie Ireland par référence à Kylie Minogue dont elle apprécie la musique, et à l'Irlande, à cause de ses origines irlandaises.
Ses activités l'amenèrent à rencontrer l'actrice X Juli Ashton en 1994. Kylie rejoignit Los Angeles pour débuter dans l'industrie pornographique. En 1997, Playboy magazine la classe parmi les "Top Ten Porn Stars" puis AVN en 2001 dans le "Top 50 Porn Stars of All Time".
Kylie a créé son site web en 1996, elle a été mariée au réalisateur de films pornographiques Eli Cross jusqu’en 2010.
Depuis elle vit avec un ancien manager de nightclub, Andy Appleton, avec qui elle photographie et publie les Street Art de Los Angeles, ville dans laquelle ils habitent.
Ces dernières années, Kylie a aussi produit et réalisé des films. Elle est considérée aujourd'hui comme une "MILF" dans le monde du porno américain.

## Récompenses
- 1993 : Cutty Sark Dance Performer of the Year
- 1995 : AVN Award : révélation de l'année (Best New Starlet)[5]
- 1995 : F.O.X.E. Awards : Vixen
- 1996 : F.O.X.E. Awards : Fan Favorite
- 2002 : Rocky Mtn Oyster Hall of Fame
- 2004 : KSEX Radio : Best Radio Voice
- 2005 : KSEX Radio : Best Insight into the Adult Business
- 2005 : AVN Hall of Fame
- 2006 : XRCO Hall of Fame
- 2006 : CAVR Award : Scene of the Year (Corruption)
- 2006 : Adam Film World Guide : Most Outrageous Series; Twisted as Fuck (Directrice/Performance)[6]
- 2006 : Adam Film World Guide : Best Movie; Corruption (Producteur)
- 2007 : NightMoves : Triple Play Award (Dancing/Performance/Directing)
- 2007 : NightMoves : Best Feature Production/Fan's Choice; Corruption (Productrice)
- 2008 : XRCO Awards : MILF of the Year
- 2008 : AVN Awards[7]
  - Meilleure actrice dans un second rôle -film (Best Supporting Actress (Film)) pour Layout
  - Best Oral Scene (Film) - Layout
  - Best DVD extras - Upload (Productrice)
  - Best Feature - Upload (Productrice/Production Designer)
- 2009 : Nightmoves Best All Girl Release/Editor's Choice - The Violation of Kylie Ireland
- 2010 : Legends of Erotica : Hall of Fame[8]
- 2010 : AVN Awards : Best Feature; The 8th Day (Productrice/Production Designer)

## Filmographie sélective

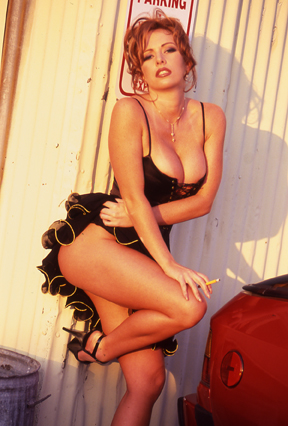

- Star Wars XXX: A Porn Parody (2012) d'Axel Braun
- Finger Lickin Girlfriends 1 (2011)
- Cougar Lesbians (2010)
- The Violation of Kylie Ireland (2009)
- Girlvana 5 (2009)
- No Man's Land MILF Edition 3 (2009)
- Lesbian Adventures: Strap-On Specialist (2008)
- Women Seeking Women 39 (2008)
- Women Seeking Women 33 (2007)
- Hot Squirts 4 (2007)
- Total Ass Wreckage (2007)
- Toy Boxes 2 (2007)
- Wide Open For Anal (2007)
- Bitch And Moan 1 (2006)
- Butt Bitches (2006)
- Double Shocker 3 (2006)
- Nassty Dreams 1, 2 (2006)
- Open For Anal 2 (2006)
- Corruption (2006)
- Taste Her O-Ring (2005)
- No Man's Land 40 (2005)
- No Man's Land 39 (2004)
- Ass Wreckage 1 (2004)
- Whore Next Door (2004)
- Young Eager Beavers (2003)
- Bankable (2002)
- Girl's Affair 59 (2001)
- No Man's Land 32 (2000)
- Deep Inside Kylie Ireland (1999)
- First Time Ever 4 & 6 (1998)
- Deep Inside Felecia (1997)
- Deep Inside Shayla LaVeaux (1997)
- Cat Lickers 4 (1996)
- Pajama Party X 2 (1995)
- Tongue in Cheek (1994)

Note : Source iafd

Non X
- Les Contes de la crypte (série télévisée), épisode The Bribe (1994)
- Strange Days (1995)
- Talking Blue (1995) (talk show)